# Адливанкин, Самуил Яковлевич
Самуил Яковлевич Адливанкин (7 [19] июля 1897, Татарск, Могилёвская губерния — 7 марта 1966 года, Москва) — советский художник.

## Биография
Родился в местечке Татарск Могилёвской губернии (ныне — Смоленская область), в семье фармацевта Якова Ароновича Адливанкина и домохозяйки Сары Моисеевны Адливанкиной. Отец погиб в 1914 году. Жил и работал в Татарске, Одессе, Самаре, Москве.
1912—1917 годы — обучение в Одесском художественном училище, в классе у К. К. Костанди, по выходу получил диплом учителя рисования и черчения.
1918 — учился у В. Е. Татлина в Свободных художественных мастерских в Москве.
1919 — по поручению Отдела ИЗО Наркомпроса занимался организацией «Свомас» (Свободных мастерских) в Самаре, там же назначен руководителем художественной секции губернского комитета по масскультуре, отвечал за развитие художественного образования и программ по искусству для детей.
1921 — в составе членов-учредителей художественного объединения Нового общества живописцев (по 1922).
1927 — работал над фильмом «Чашка чая» на «Межрабпомфильме».
1932 — член общества «Изобригада».
1938—1939 — создавал росписи для павильона «Дальний Восток» на Всесоюзной сельскохозяйственной выставке в Москве (в монументальном стиле).
Урна с прахом захоронена в колумбарии Донского кладбища.

## Семья
- Жена (с 1918 года) — Ханна Абрамовна Адливанкина (урождённая Низель, 1893—1959), родом из Одессы.
  - Сын — Михаил Самуилович Адливанкин (7 июня 1922 — 25 января 1944), лейтенант, погиб на фронте в Псковской области.
  - Дочь — Ева Самуиловна Адливанкина (23 февраля 1920 — 2 ноября 1990), художница по ткани

## Творчество
Живописец, монументалист, график, входил в «левое» крыло советского искусства 1920—1930 годов. Работал с плакатом, писал портреты, жанровые картины, пейзажи. Стилистика работ близка лубку, примитиву, работал в духе А. М. Родченко, Л. С. Поповой, делал станковые работы в гротесковом стиле. Художественную ценность представляют в основном работы до 1925 года.

### Выставки
Выставлялся с 1916 года.
Основные выставки следующие:
- 1922 — первая выставка картин «Нового общества живописцев» (НОЖ), Москва;
- 1931 — Антиимпериалистическая выставка, Москва;
- 1931 — «Искусство третьего, решающего года пятилетки», Москва;
- 1932 — выставка монументально-живописных панно, Москва;
- 1932—1933 — «Художники РСФСР за 15 лет», Ленинград, Москва;
- 1933 — «15 лет РККА», Москва
- 1961 — персональная выставка, Москва.

### Графика и иллюстрации
- 1923—1928 — работал для издательства «Молодая гвардия»; иллюстрировал журналы «Безбожник», «Лапоть», «Военный крокодил»; работал с В. В. Маяковским.

### Галерея
Произведения художника находятся в Государственной Третьяковской галерее, Государственном Русском музее и др.
- Натюрморт (1920)